# Леополд Хофман (фудбалер)
Леополд Хофман (Беч, 31. октобар 1905 — Беч, 9. јануар 1976) био је аустријски фудбалски везни фудбалер који је играо за Аустрију на Светском првенству у фудбалу 1934. Са својим матичним клубом Фирст Беч, Леополд Хофман је такође успео да освоји Митропакуп.

## Каријера
Леополд Хофман је започео своју фудбалску каријеру у Герстхофен, одакле се преселио у Беч почетком 1925. године. Само неколико месеци касније, 24. маја 1925. године је играо за репрезентацију Аустрије против Чехословачке први пут као 19-годишњак. Од 1927. године, тачније после победе од 6:0 над главним ривалом Мађарском, селектор га је редовно позивао у национални тим. Истовремено, са својим фудбалским клубом је успео да два пута постане шампион Аустрије.
По завршетку ере чудотворног аустријског тима, Леополд Хофман је све мање долазио у репрезентацију. Иако је био номинован за Светско првенство 1934. у Италији, на којем је репрезентација Аустрије изборила пласман у полуфинале, он сам није наступио ни на једној утакмици. Последњи меч у репрезентацији одиграо је 24. октобра 1937. у Прагу против Чехословачке (пораз 1:2).

## Тренерска каријера
Потом је радио као тренер у Бечу (млади тим). У сезони 1954/55., ФК Фирст Беч је под њим последњи пут постао шампион Аустрије. Сахрањен је на гробљу Херналс.